# Hans von Schiller

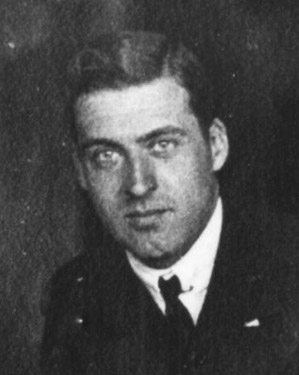
Hans von Schiller

Hans von Schiller (* 17. März 1891 Gut Buckhagen, Provinz Schleswig-Holstein; † 6. Dezember 1976 in Tübingen) war ein deutscher Marineoffizier und Luftschiffer.

## Leben
Hans von Schiller wurde als Sohn des Gutsbesitzers Paul Philipp Heinrich von Schiller (1851–1930) und dessen Ehefrau Henriette, geb. von Weckbecker (1856–1919) geboren. Er besuchte das Gymnasium im Schloss Plön.
Im April 1912 trat er als Seekadett in die Kaiserliche Marine ein. Zu Beginn des Ersten Weltkriegs wollte er als Fähnrich zur See das planmäßige Auslaufen seines Kriegsschiffs nicht abwarten. Er schaffte es auf ein Torpedoboot zu kommen – das kurz nach dem Auslaufen havarierte. Er war bis November 1914 als Wachoffizier auf S 131 und S 32 bei der Torpedobootabnahmekommission. Ohne Absprache mit seinen Vorgesetzten meldete er sich daraufhin zur Marinefliegerei. Wegen dieser „Fahnenflucht“ auf einen Leuchtturm strafversetzt, erwarb er innerhalb von zehn Tagen das Patent als Funker.  Im März 1915 bestand er vor Hugo Eckener das Luftschifführer-Examen. Ferdinand von Zeppelin lernte er noch persönlich kennen. Ab November 1915 war er bis Juli 1917 Wachoffizier auf den Marineluftschiffen L 6, L 11, L 30 und L 25. Für zwei Monate kam er als II. Adjutant und Funkentelegraphieoffizier im Stab des Führers der Luftschiffe zum Einsatz. Bis Oktober 1918 wurde er wieder als Wachoffizier, nun auf L 54 und L 72 eingesetzt. Zuletzt Oberleutnant zur See (Beförderung am 25. Dezember 1917), kam er auf dem Flughafen Friedrichshafen, dem Fliegerhorst Nordholz, dem August-Euler-Flugplatz, dem Flughafen Devau, dem Flugplatz Ahlhorner Heide und in Hage und Tondern mit fünf Marineluftschiffen auf 221 Starts. Kapitän der Luftschiffe war Horst Treusch von Buttlar-Brandenfels. Ab Oktober 1918 war er bis Kriegsende Kommandeur von L 61.
Nach dem Krieg wurde er in die Reichsmarine übernommen und am 12. Januar 1922 entlassen. Am 6. März 1922 wurde er mit dem Charakter als Kapitänleutnant ausgezeichnet.
Anschließend wurde er ein Pionier der Luftreisen. Auf 24 Zeppelinen legte er 1.000.000 km zurück. Er bereiste die Arktis, umrundete 1929 als Navigationsoffizier unter Eckener die Welt und kam auf zahllosen Fahrten nach Südamerika und in die Vereinigten Staaten. Von 1935 bis 1937 war er Kommandant von LZ 127 „Graf Zeppelin“. Wegen einer Verspätung in Rio de Janeiro erreichte er 1937 in Friedrichshafen LZ 129 „Hindenburg“ nicht mehr, der nach Lakehurst fuhr und am 6. Mai 1937 bei der Landung verunglückte.
Als Major der Luftwaffe wurde er 1940 Kommandant des Flughafens Köln-Butzweilerhof. Mit seiner Familie überlebte er die Operation Millennium. Zum Oberstleutnant befördert, war er vom 4. Dezember 1943 bis zum 19. August 1944 Seenotdienstführer 5 in Oslo. 1945 half er in Köln bei der Räumung des Rheins. 1948 berief ihn die Stadt zum Direktor der Kölner Rheinhäfen.

## Widmungsträger
An Bord eines Zeppelins war ein aus Aluminium gefertigter Flügel der Julius Blüthner Pianofortefabrik. Auf seinen vielen Überquerungen des Nordatlantiks fand Leopold Godowsky offenbar Gefallen an diesem Flügel und der Person von Schiller, sodass er ihm eine (linkshändige) Studie über die Chopin-Etüden widmete.

## Weblinks

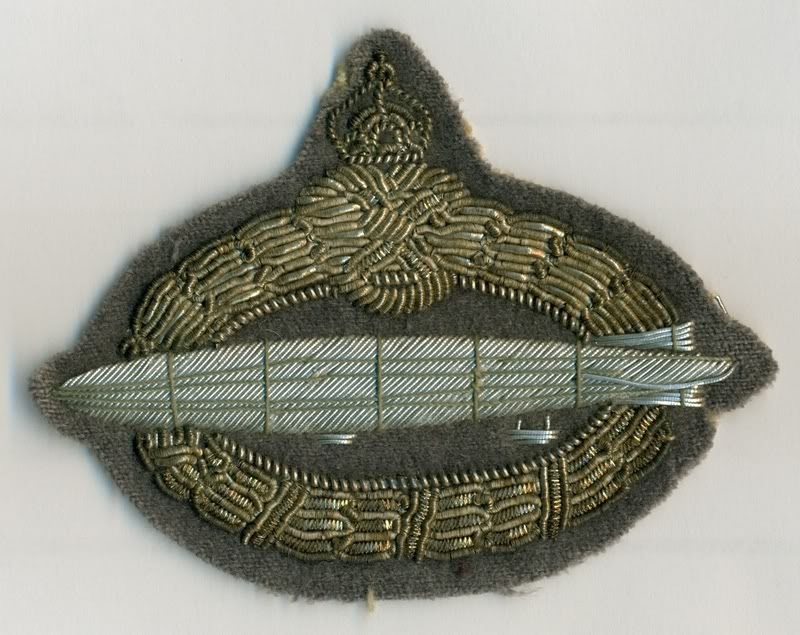
Hans von Schillers Luftschifferabzeichen